# Инспектор

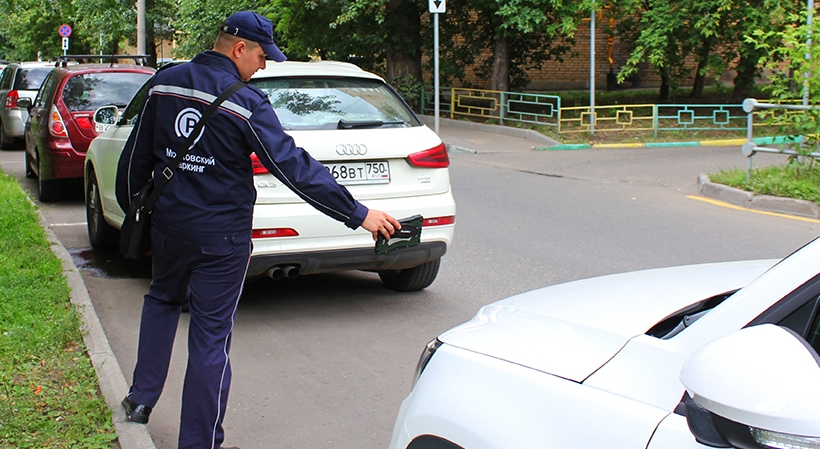
Инспектор ГКУ АМПП, выявляющий нарушителей правил остановки и стоянки, а также проверяющий оплату парковки в Москве.

Инспе́ктор (лат. inspector — наблюдатель) — должностное лицо, осуществляющее инспекцию; в различных организациях и ведомствах — название должности, связанной с надзором, контролем (контролёр, наблюдатель, надзиратель, смотритель).
В ряде государств и стран — оперативный работник полиции.

## Налоговый инспектор
Контролирует соблюдение налогового законодательства, полноту и своевременность поступления налоговых и других платежей в бюджет всеми категориями налогоплательщиков. Проверяет бухгалтерские книги, отчёты, сметы, декларации и другие документы. Анализирует и обобщает результаты проверок на местах. Применяет финансовые санкции и административные штрафы к нарушителям налоговых законов, приостанавливает операции предприятий по его расчётным и другим счетам в банках. Изымает у предприятий, организаций документы, свидетельствующие о сокрытии или занижении прибыли. Составляет протоколы о нарушении законодательства о налогах и других платежах в бюджет. Характерны многочисленные деловые контакты.

## Инспектор отдела кадров
Ведение кадрового делопроизводства компании — главная должностная обязанность инспектора отдела кадров (или инспектора по кадрам), но в небольшой организации он также может привлекаться к решению других задач по управлению персоналом. Больше всего пунктов в предлагаемом образце должностной инструкции инспектора отдела кадров посвящено ведению, учёту и хранению трудовых книжек, что и не удивительно, ведь они до сих пор остаются главным «трудовым» документом работников.

## Инспектор гражданской авиации
Инспектора ГА контролируют соблюдение воздушного законодательства и международных договоров организациями, предприятиями и лицами, осуществляющими воздушные перевозки, авиационные работы и услуги (например, техобслуживание воздушных судов). В России инспекторские органы ГА входят в состав ФАВТ (Росавиации).